# Jens Peter Nørhave
Jens Peter Christensen Nørhave (22. august 1854 – 6. februar 1924) var dansk politiker for Venstre.
J.P. blev født på gården Gisholm i Vust Sogn, Vester Han Herred i Thisted Amt. Søn af gårdejer Christen Pedersen og Margrethe Jacobsdatter. Var på Galtrup Højskole 1873-74. Overtog sin hustru, Mariane Nørhauges, fødegård Nørhave ved Vust, øgede dens tilliggende og drev den, til han i 1920 solgte den til sin svigersøn. Han ejede yderligere Mosegård, 1892-1901, som han bortbyttede med Vust Mølle, som han solgte i 1904.
Han var sognerådsmedlem 1880-92, 1897-1901 og 1908-17 og formand i 9 år. Han valgtes 1895 til Folketinget i Bjerget (fra 1905 Frøstrupkredsen) mod Agraren Poulsen-Nørbjerg og genvalgtes, til kredsen nedlagdes i 1918, hvorefter han 1918-20 valgtes i Thisted Amtskreds. Han var oprindelig tilhænger af Christen Berg og holdt sig som medlem af Venstrereformpartiet nær til J.C. Christensen, sad 1901-18 i Finasudvalget. I overensstemmelse med kredsens interesser tog han især del i drøftelsen af fiskeri-, klitbeplantnings- og strandkontrolspørgsmål, var 1899-1900 væsentlig medvirkende til Thisted-Fjerritslevbanens gennemførelse og hørte 1914 til det mindretal, der gik imod Thyborønkanalens uddybning.
Af mere almene sager gav han, delvis som ordfører, bidrag til forhandlingen om kommunal valgret 1899 og 1910-11, ligsyn 1900-01, 1906 jords udstykning og sammenlægning, 1912 diplomat- og konsulatsvæsenet; 1906-09 var han ordfører for Andragender. I en periode var han endvidere tiendekommissær for Thisted amts 1. kreds.
Han var udpræget Landborepræsentant, der bl.a. 1915 udtalte sig mod bevillinger til Teater og Musik.
Han giftede sig med sin kusine (på mødrenes side) Mariane Nørhauge 10. november 1876 i Vust Kirke, datter af sognefoged Jens Christian Nørhauge og Else Jacobsdatter.
Han lod sig den 9. Januar 1924 indlægge på Professor Rovsings Klinik i København lidende af en blærelidelse, den 15. januar blev han opereret. Skønt operationen gik heldigt døde han den 6. februar af et hjerteslag. Han blev begravet den 13. februar fra Klim Frimenighedskirke.